# Referéndum de autodeterminación de Tokelau de 2007
Un referéndum de autodeterminación se celebró en Tokelau los días 20, 22 y 24 de octubre de 2007, 
sin obtener el número total de sufragios requeridos por apenas 16 votos. Si se hubiese cumplido ese requisito, el referéndum habría cambiado la condición de Tokelau, que hubiera pasado de ser un territorio no incorporado de Nueva Zelanda a un estado autónomo en libre asociación con Wellington, semejante a las Islas Cook y Niue. El referéndum estaba abierto a tokelaueses de 18 años o más, habiendo 789 personas aptas para votar. Se requería una mayoría de dos tercios de los votantes para que el resultado del referéndum fuera aceptado.
Tras el estrecho resultado negativo del primer referéndum de este tipo en 2006, se decidió que se celebraría otro el año siguiente. Los líderes de Tokelau creen que las preocupaciones entre los emigrantes de Tokelau fueron un factor en el resultado negativo del referéndum de 2006, aunque no eran aptos para votar, y les aseguraron que no perderían sus derechos al volver a Tokelau si el referéndum de 2007 fuera aprobado. Hubo un 23% más de personas aptas para votar en el referéndum de 2007 que en los años previos.
El programa fue:
- 20 de octubre: Apia, Samoa (votación en el extranjero). 63 votos emitidos.[5]
- 22 de octubre: Fakaofo
- 23 de octubre: Nukunonu
- 24 de octubre: Atafu

Si la propuesta hubiera tenido éxito, se habría establecido una fecha, probablemente a mediados de 2008, para el "día de autodeterminación". Sin embargo, la propuesta tuvo un resultado negativo de nuevo por un margen aún más pequeño — se hubieran necesitado 16 votos más a favor para aprobarlo. Es posible que el tema se vuelva a votar de nuevo en el futuro; el líder del grupo más grande de tokelaueses en el extranjero (la comunidad tokelauesa en el Valle Hutt de Nueva Zelanda) Henry Joseph exigió otra votación en un plazo máximo de dos años, cambiando la aprobación necesaria a mayoría simple.

## Resultados
| Resultado                   | Votos | %      |
| --------------------------- | ----- | ------ |
| De acuerdo con la propuesta | 446   | 64,4   |
| Rechaza la propuesta        | 246   | 35,6   |
| Total                       | 692   | 100.00 |